# Monzón norteamericano

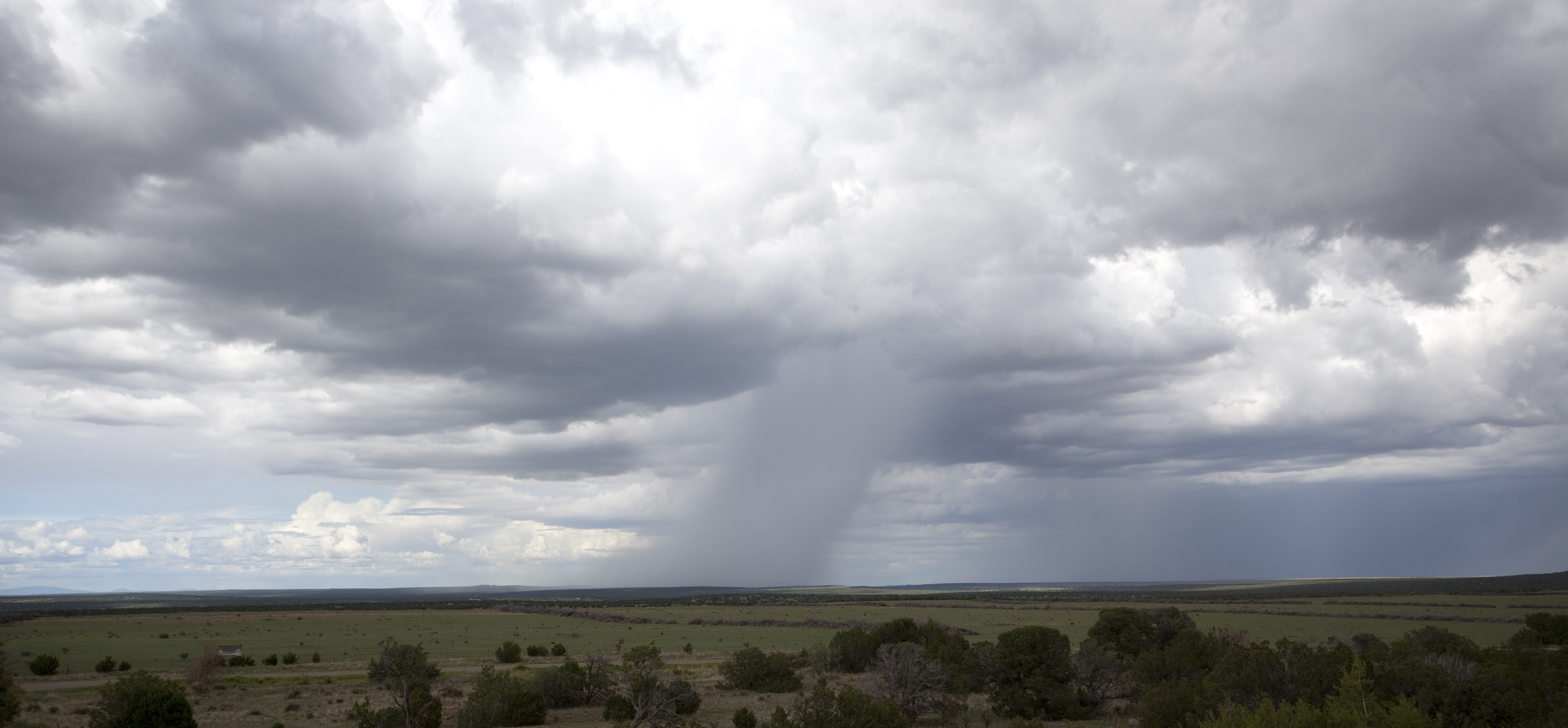
Monzón de verano sobre el este de Nuevo México

El monzón norteamericano (en inglés: North American monsoon), conocido indistintamente como monzón del suroeste, monzón mexicano, monzón de Nuevo México o monzón de Arizona es un patrón de aumento pronunciado de tormentas eléctricas y precipitaciones sobre grandes áreas del suroeste de Estados Unidos y el noroeste de México. Se centra aproximadamente en el Valle del Río Grande y generalmente ocurre entre junio y mediados de septiembre. 
Durante el monzón, las tormentas son alimentadas por la calefacción diurna y se acumulan al final de la tarde y principios de la noche. Por lo general, estas tormentas se disipan a altas horas de la noche y el día siguiente comienza bien, y el ciclo se repite a diario. El monzón suele perder su energía a mediados de septiembre, cuando se restablecen condiciones mucho más secas en la región. Geográficamente, la región de precipitación monzónica de América del Norte se centra sobre la Sierra Madre Occidental en los estados mexicanos de Sinaloa, Durango, Sonora y Chihuahua.